# Слуховая сенсорная система

Анатомия человеческого уха:
Наружное ухо: череп; слуховой канал; ушная раковина.
Среднее ухо: барабанная перепонка; овальное окно; молоточек; наковальня; стремечко.
Внутреннее ухо: полукружные каналы; улитка; нервы; евстахиева труба

Слуховая сенсорная система — сенсорная система, обеспечивающая кодирование акустических стимулов и обусловливающая способность животных ориентироваться в окружающей среде посредством оценки акустических раздражителей. Периферические отделы слуховой системы представлены органами слуха и лежащими во внутреннем ухе фонорецепторами. На основе формирования сенсорных систем (слуховой и зрительной) формируется назывательная (номинативная) функция речи — ребёнок ассоциирует предметы и их названия.

## Слуховая сенсорная система человека
Слуховая система является одной из важнейших дистантных сенсорных систем человека, так как она является средством межличностного общения. Акустические (звуковые) сигналы, представляющие собой колебания воздуха с разной частотой и силой, возбуждают слуховые рецепторы, которые находятся в улитке внутреннего уха. Эти рецепторы активируют первые слуховые нейроны, после чего сенсорная информация передается в слуховую область коры большого мозга.
Наружное ухо.
Наружный слуховой проход проводит звуковые колебания к барабанной перепонке, которая отделяет наружное ухо от барабанной полости, или среднего уха. Она представляет собой тонкую (0,1 мм) перегородку и имеет форму направленной внутрь воронки. После того, как через наружный слуховой проход действуют звуковые колебания, перепонка начинает колебаться.
Среднее ухо.
В среднем ухе находятся три косточки: молоточек, наковальня и стремечко. Они последовательно передают колебания барабанной перепонки во внутреннее ухо. Рукоятка молоточка вплетена в барабанную перепонку, а другая его сторона соединена с наковальней. Сама наковальня передаёт колебания стремечку, которое передаёт колебания барабанной перепонки уменьшенной амплитуды, но увеличенной силы. В среднем ухе расположены две мышцы: стременная (m. stapedius) и напрягающая барабанную перепонку (m. tensor tympani). Первая из них, фиксирует стремечко, ограничивая тем самым его движения, а вторая сокращается и усиливает натяжение барабанной перепонки. Сокращаясь примерно через 10 мс, эти мышцы автоматически предохраняют внутреннее ухо от перегрузок.
Строение улитки.
Во внутреннем ухе находится улитка, представляющая собой костный спиральный канал с диаметром у основания 0,04 мм, а на вершине — 0,5 мм. Костный канал разделен двумя перепонками: преддверной (вестибулярной) мембраной и основной мембраной. На вершине улитки обе эти мембраны соединяются. Верхний канал улитки сообщается с нижним каналом улитки через овальное отверстие улитки барабанной лестницей. Оба канала улитки заполнены перилимфой, которая напоминает по составу цереброспинальную жидкость. Между верхним и нижним каналами проходит средний — перепончатый канал, заполненный эндолимфой. Внутри среднего канала улитки на основной мембране расположен звуковоспринимающий аппарат, который содержит рецепторные волосковые клетки, трансформирующие механические колебания в электрические потенциалы.
Расположение и структура рецепторных клеток спирального органа.
Расположенные на основной мембране внутренние и наружные рецепторные волосковые клетки отделенные друг от друга кортиевыми дугами. Внутренние волосковые клетки располагаются в один ряд, а наружные — в 3—4 ряда. Общее число этих клеток от 12 000 до 20 000. Один полюс удлинённой волосковой клетки фиксирован на основной мембране, а второй находится в полости перепончатого канала улитки.
Механизмы слуховой рецепции.
При действии звука основная мембрана начинает колебаться, а наиболее длинные волоски рецепторных клеток, наклоняясь, касаются покровной мембраны. Отклонение волоска на несколько градусов приводит к натяжению тончайших вертикальных нитей (микрофиламент) и открытию от 1 до 5 ионных каналов в мембране рецепторных клеток. После чего через открытый канал в волосок начинает течь калиевый ионный ток. Деполяризация пресинаптического окончания волосковой клетки приводит к выходу в синаптическую щель нейромедиатора, который воздействует на постсинаптическую мембрану афферентного волокна и вызывает генерацию в нём возбуждающего постсинаптического потенциала, после чего в нервные центры генерируются импульсы. Рецепторные клетки связаны между собой в пучок тонкими поперечными нитями. При сгибании одного или нескольких более длинных волосков, они тянут за собой все остальные волоски. По этой причине открываются ионные каналы всех волосков и обеспечивается достаточная величина рецепторного потенциала.
Электрические явления в улитке.
При отведении электрических потенциалов от разных частей улитки обнаружено пять различных феноменов:
- микрофонный потенциал улитки
- суммационный потенциал
- потенциалы слухового нерва
- мембранный потенциал слуховой рецепторной клетки
- потенциал эндолимфы

Первые три возникают под влиянием звуковых раздражений, а последние два не обусловлены действием звука. Если ввести в улитку электроды, а затем соединить их с динамиком и подействовать на ухо звуком, то динамик точно воспроизведет этот звук. Это явление называют микрофонным эффектом улитки. Регистрируемый электрический потенциал (кохлеарный микрофонный потенциал) генерируется на мембране волосковой клетки в результате деформации волосков. При воздействии сильным звуком большой частоты (высокие тона) происходит сдвиг исходной разности потенциалов (суммационный потенциал). Суммационный потенциал может быть положительным и отрицательным. В результате возбуждения рецепторов импульсные сигналы генерируются в волокнах слухового нерва.